# Endostemon kelleri
Endostemon kelleri là một loài thực vật có hoa trong họ Hoa môi. Loài này được (Briq.) Ryding ex A.J.Paton & Harley mô tả khoa học đầu tiên năm 1994.